# Норт-Кентерберийское землетрясение (1888)
Норт-Кентерберийское землетрясение — сильное землетрясение магнитудой 7,0-7,3, произошедшее в 4:10 утра 1 сентября октября 1888 года после серии форшоков, начавшихся накануне вечером, эпицентр которых находился в районе Северного Кентербери на Южном острове Новой Зеландии. Эпицентр находился примерно в 35 км к западу от Ханмера.
В Крайстчерче, примерно в 100 км к юго-востоку от эпицентра, сотрясение длилось от 40 до 50 секунд. Сообщалось о серьёзном повреждении сельскохозяйственных построек в эпицентральной области, и обрушились верхние 7,8 метра шпиля собора Крайстчерча. Это было первое наблюдаемое землетрясение, связанное в основном со смещением горизонтальных разломов.

## Тектоническая обстановка

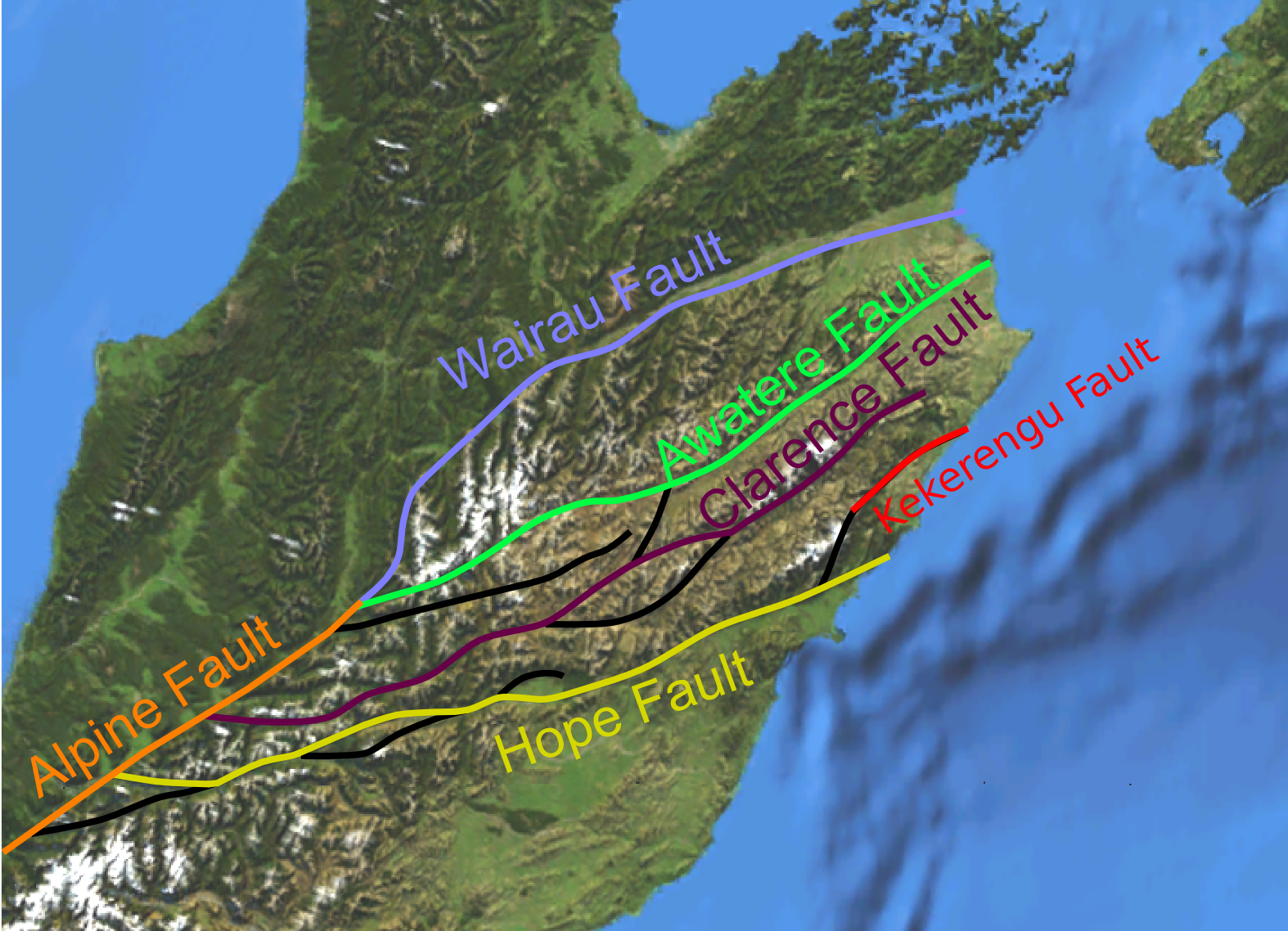
Карта системы разломов Мальборо с указанием местоположения разлома Хоуп.

Новая Зеландия расположена на границе между Австралийской и Тихоокеанской плитами.
На Южном острове большая часть относительных смещений между этими плитами происходит по единственному правостороннему сдвиговому разлому с основным взбросовым компонентом — Альпийским разломом.
На Северном острове смещение в основном происходит по зоне субдукции Кермадек-Тонга, хотя оставшийся правый сдвиговый компонент приходится на систему разломов Северного острова.

## Землетрясение
Землетрясение произошло в разломе Хоуп, одной из группы правосдвиговых структур, известных как система разломов Марлборо, которые передают смещения между границами плит преимущественно трансформируемого и конвергентного типа в сложной зоне на северной оконечности Южного острова. Александр Маккей, геолог, работавший над геологической съемкой, заметил вдоль разлома горизонтальные смещения ограждений фермы на расстояние от 1,5 до 2,6 метра. Он был первым, кто связал сдвиговое смещение с землетрясением.

### Ущерб

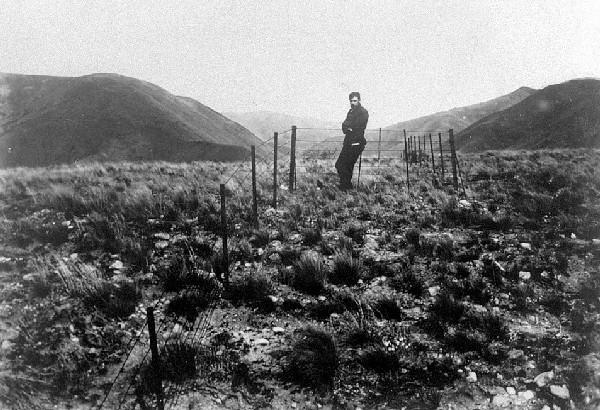
Этот геодезист стоит у забора, который пересекает разлом Хоуп возле станции Глинн Уай. Забор, первоначально прямой, был изогнут из-за бокового движения земли.

В районе Северного Кентербери многие здания были серьёзно повреждены, особенно в районах реки Хоуп и Ханмера. В рыхлых наносах произошли оползни, и наблюдались трещины шириной до 30 сантиметров.
В Крайстчерче верхняя часть шпиля собора высотой 7,8 метра упала, и многие дома пострадали от незначительных повреждений, таких как сломанные дымоходы. Методистская церковь на Дарем-стрит, первая церковь Крайстчерча, построенная из постоянных материалов, получила некоторый ущерб каменной кладке. Ещё одним пострадавшим зданием была педагогическая школа Крайстчерча, где обрушились дымоходы и треснули потолки.
Ущерб был наибольшим в северных и северо-западных пригородах, вероятно, из-за заторфованного грунта.
Один человек умер от сердечного приступа во время землетрясения.